# Osttimoresisch-tongaische Beziehungen
Die osttimoresisch-tongaische Beziehungen beschreiben das zwischenstaatliche Verhältnis Osttimor und Tonga. 

## Geschichte
Osttimor ist zwar Teil Asiens, hat aber auch Ethnien, die Papuasprachen sprechen, weshalb es auch Beziehungen zur pazifischen Welt pflegt. Als Beobachter nahm Osttimor im Juli 2002 am dritten Gipfel der AKP-Staaten und seit August 2002 an den jährlichen Treffen der Staats- und Regierungschefs des Pacific Islands Forum teil. 2016 trat das Land dem Pacific Islands Development Forum bei.
Nach dem Schweren Tropischen Zyklon Ian am 2. Januar 2014 unterstützte die Regierung Osttimors die Opfer auf Tonga mit einer Finanzhilfe von 250.000 US-Dollar. Finanzhilfen leistete Osttimor Tonga auch schon 2009 nach einer Naturkatastrophe.

## Diplomatie
Osttimor und Tonga nahmen am 26. November 2002 diplomatische Beziehungen auf.
Die beiden Staaten verfügen nicht über diplomatische Vertretungen in dem jeweils anderen Staat. Diplomatische Kontakte verlaufen über die Vertretungen beider Länder im australischen Canberra.

## Wirtschaft
Für 2018 gibt das Statistische Amt Osttimors keine Handelsbeziehungen zwischen Tonga und Osttimor an.